# Bão Durian (2006)
Bão Durian (hay bão số 9 tại Việt Nam) là một siêu bão hình thành vào cuối tháng 11 năm 2006, gây ra thiệt hại lớn cho Philippines và Việt Nam. Tên "Durian" có nghĩa là trái sầu riêng.
Bão đã gây ra số lượng lớn người chết khi đổ bộ vào Philippines vào cuối tháng 11 khi mang theo bùn đất vùi lấp hàng loạt làng tại Mayon Volcano. Sau khi gây ra thảm họa tại Philippines, bão đi vào Biển Đông và yếu đi chút ít trước khi tiếp tục mạnh lên và đổ bộ vào Việt Nam gần Thành phố Hồ Chí Minh vào ngày 4 tháng 12 năm 2006, gây thiệt hại hơn 400 triệu USD.
Bão Durian càn quét qua các tỉnh Bà Rịa – Vũng Tàu, Bến Tre, Tiền Giang, Vĩnh Long, Bạc Liêu, Cà Mau, Trà Vinh, Kiên Giang, Thành phố Hồ Chí Minh 

## Lịch sử khí tượng
Bão Durian hình thành như là một áp thấp nhiệt đới vào ngày 24 tháng 11 năm 2006 gần Chuuk. Nằm ở phía nam vùng khí áp suất cao, áp thấp này di chuyển theo hướng tây tây bắc, đi qua một khu vực có sức gió thấp và có tính phân kỳ cao. Cuối ngày 26, áp thấp mạnh lên thành bão nhiệt đới và được Cơ quan Khí tượng Nhật Bản (JMA) đặt tên là Durian. Trong hai ngày tiếp theo bão đã mạnh lên khi tiếp cận Philippines. Sau khi đạt mức siêu bão vào ngày 29 tháng 11, Durian có giai đoạn mạnh lên nhanh chóng, với tốc độ gió trong 10 phút là 195 km/h. Bão lướt qua bờ biển phía Nam của Catanduanes ở cường độ này vào ngày 30 tháng 11, với kỷ lục gió giật lên đến 320 km/h.

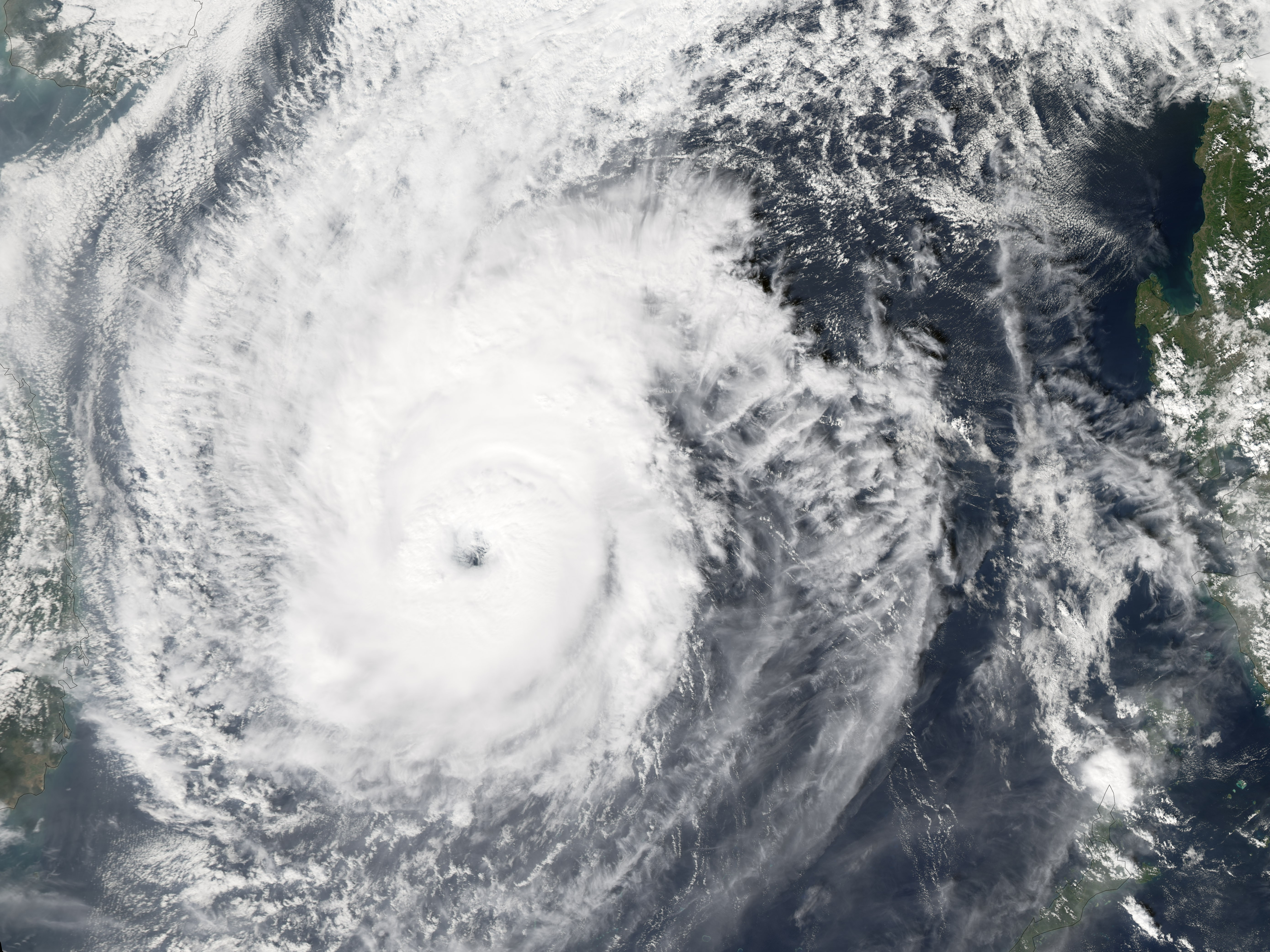
Bão Durian ở mức đỉnh thứ 2 trong ngày 3 tháng 12.

Bão yếu đi chút ít khi nó đổ bộ vào vùng Bicol. Khi đổ bộ vào đất liền, bão đã suy thoái bớt, mặc dù nó vẫn giữ trạng thái bão khi xuất hiện trên Biển Đông vào ngày 1 tháng 12. Bão tiếp tục mạnh trở lại, với Durian đạt đỉnh điểm thứ cấp vào ngày 3 tháng 12. Sau đó, điều kiện khí tượng không thuận lợi khiến siêu bão suy yếu thành cơn bão nhiệt đới khi nó hướng về tây nam. Bão Durian đổ bộ vào miền Nam Việt Nam vào đầu ngày 5 tháng 12 ở mức bão nhiệt đới trước khi giảm dần thành áp thấp nhiệt đới. Áp thấp đi tiếp về phía tây và vượt qua bán đảo Malay. JMA đã ngừng theo dõi cơn bão vào ngày 6 tháng 12 khi nó vượt qua kinh độ 100°Đ.
Khác hoàn toàn với dự đoán ban đầu, bão Durian không ập vào Nam Trung bộ mà chạy dọc bờ biển, phá tan hoang các thị trấn, làng mạc ven biển Bình Thuận, Ninh Thuận rồi bất thần ập vào Bà Rịa-Vũng Tàu. Sau đó, tiếp tục “càn quét” các tỉnh Bến Tre, Tiền Giang, Cần Thơ... 

## Những thiệt hại

### Việt Nam
Tại Việt Nam, bão Durian làm 98 người chết và 1.770 người bị thương; làm sập khoảng 34.000 căn nhà, tốc mái gần 166.000 căn nhà.. Bà Rịa – Vũng Tàu, Bến Tre, Sóc Trăng, Bạc Liêu và Trà Vinh thiệt hại lớn. Tổng thiệt hại tại Việt Nam ước tính trên 5.200 tỷ đồng.
Tại tỉnh Bình Thuận, hai mẹ con chị Trần Thị Thanh Lê và cháu Nguyễn Lê Văn (KP4, Tân An, TX La Gi) đã bị bức tường nhà thờ Đồng Tiến đè chết khi đang leo lên gác lửng nhà thờ tránh bão. Dù chuẩn bị phòng tránh khá chu đáo nhưng do mưa bão (có lúc đến 231,5mm) và gió lớn kéo dài đến 2 giờ nên Bình Thuận vẫn bị mất 628 tàu thuyền, sập 2.699 ngôi nhà và hàng ngàn hộ nghèo ven biển đứng trước nguy cơ đói khát, màn trời chiếu đất. Tổng thiệt hại gần 400 tỷ đồng.
Tại Bà Rịa-Vũng Tàu, khoảng 4 giờ 10 phút sáng, bão Durian tràn vào nhấn chìm 14 tàu thuyền và quật ngã hàng loạt cây cổ thụ ngay trung tâm TP biển xinh đẹp. Vợ anh Bùi Văn Thuận, ngụ tại đường Bình Giã, dù trú kỹ trong nhà vẫn bị tường đè chết, đứa con bị thương nặng. Chỉ từ 4-6 giờ sáng, bão Durian đã cướp đi 48 sinh mạng và làm mất tích 10 người, bị thương 1.308 người. Thực tế, Bà Rịa - Vũng Tàu có ít nhất 28 người chết, 16 mất tích, 173 người bị thương, 21.447 nhà sập, tốc mái, 5 tàu thuyền chìm, phạm vi thiệt hại nặng nề trải dài sang các khu vực của tỉnh Đồng Nai.
Tại Tiền Giang, 2 người chết, 65 người mất tích. Nhà vườn Tiền Giang bị tàn phá khá nặng nề: 10.984 cây ăn trái bị ngã đổ, 680 ha lúa bị thiệt hại.
Tại tỉnh Bến Tre, “tâm bão” Durian, lúc 7 giờ sáng, chỉ trong 2 giờ hoành hành, gió giật đã phá tan tành thị xã và các huyện Bình Đại, Giồng Trôm, Mỏ Cày, Thạnh Phú, Ba Tri, Châu Thành. Riêng huyện Bình Đại bị thiệt hại nặng nề nhất, 6 người chết. Ngay trong ngày 5 tháng 12, đã chứng kiến đám ma chôn vội của bé Mai Thị Tường Vy (Thới Lai, Bình Đại). Anh Mai Thái Hòa - cha cháu - cho biết thân thể cháu bị tường đè dập nát. Tính chung, đến tối 6-10, đã có 14 người chết, 470 người bị thương, 86.598 căn nhà bị tốc mái, 29 tàu bị chìm, 700 phòng học bị sập, tốc mái, 19.307 căn nhà bị sập hoàn toàn. Theo lãnh đạo tỉnh: “Bến Tre khẩn thiết đề nghị Trung ương tạm ứng 50 tỷ để khắc phục hậu quả quá lớn do bão Durian gây ra. Tổng thiệt hại của xứ dừa ước tính 1.000 tỷ đồng. 3.558 người dân có nguy cơ bị đói”.
Sau đó những tỉnh như : Sóc Trăng, Bạc Liêu, Trà Vinh, Vĩnh Long đều bị bão tàn phá nặng nề. Khi bão rời đất liền miền Tây thì có ít nhất 50 người thiệt mạng do bão. Đây được xem là cơn bão mạnh nhất vào miền Tây trong suốt 50 năm qua